# Al-Munsif al-Marzuki

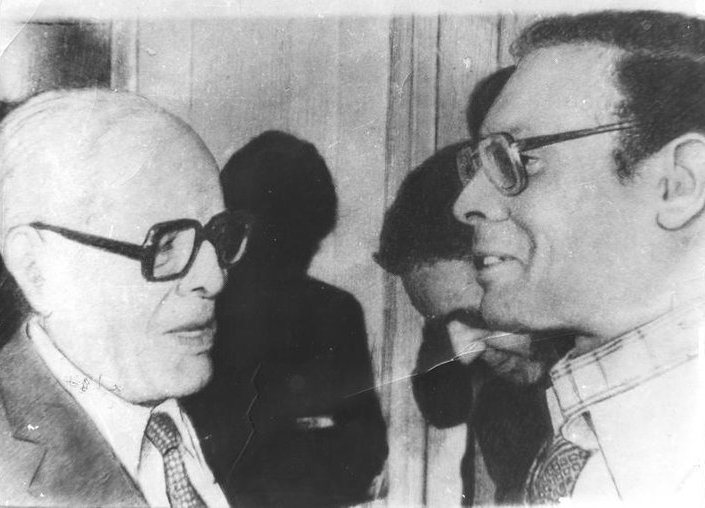
Al-Munsif al-Marzuki i Habib Burgiba (1982)

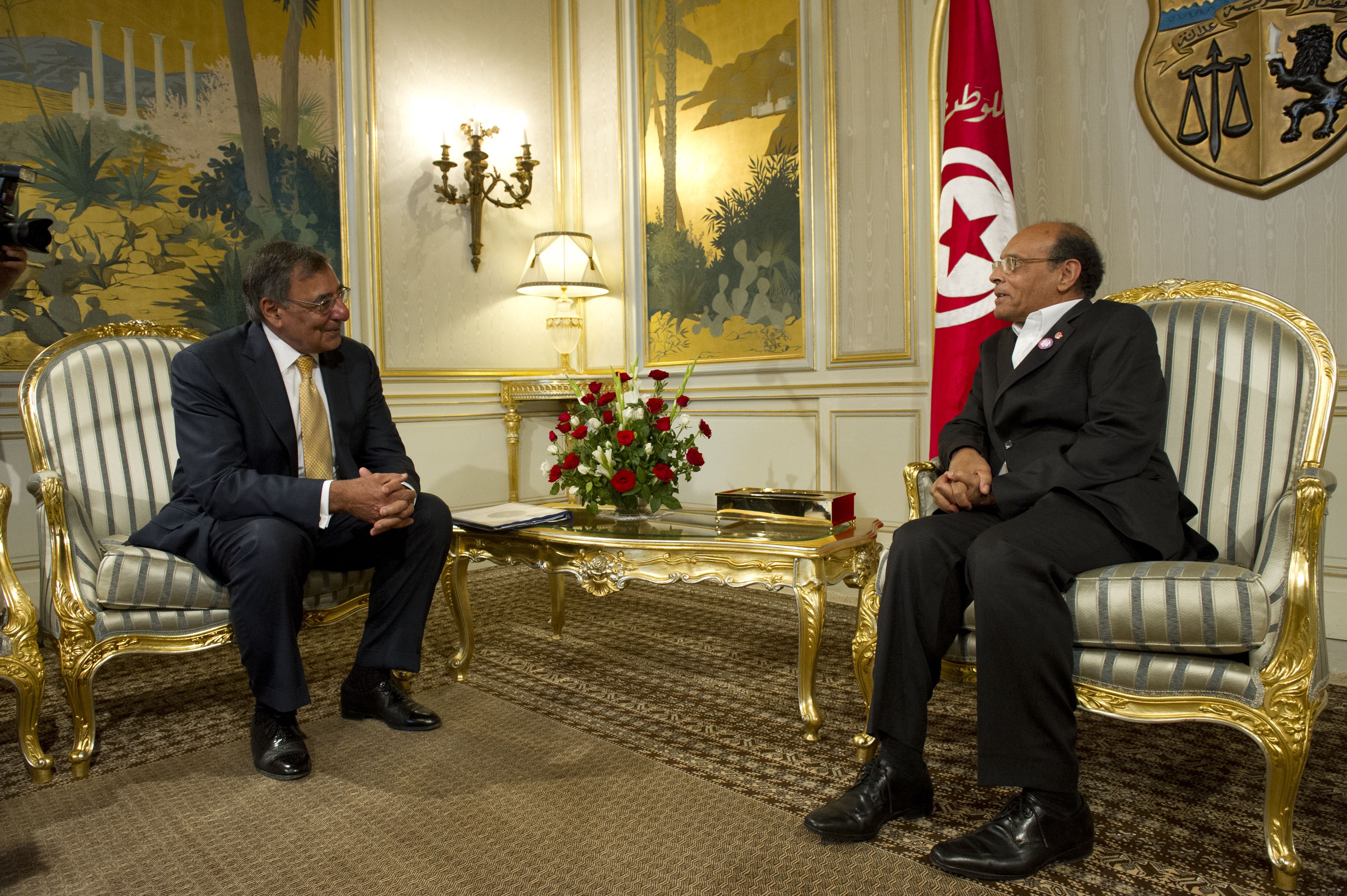
Al-Munsif al-Marzuki i Leon Panetta (2012)

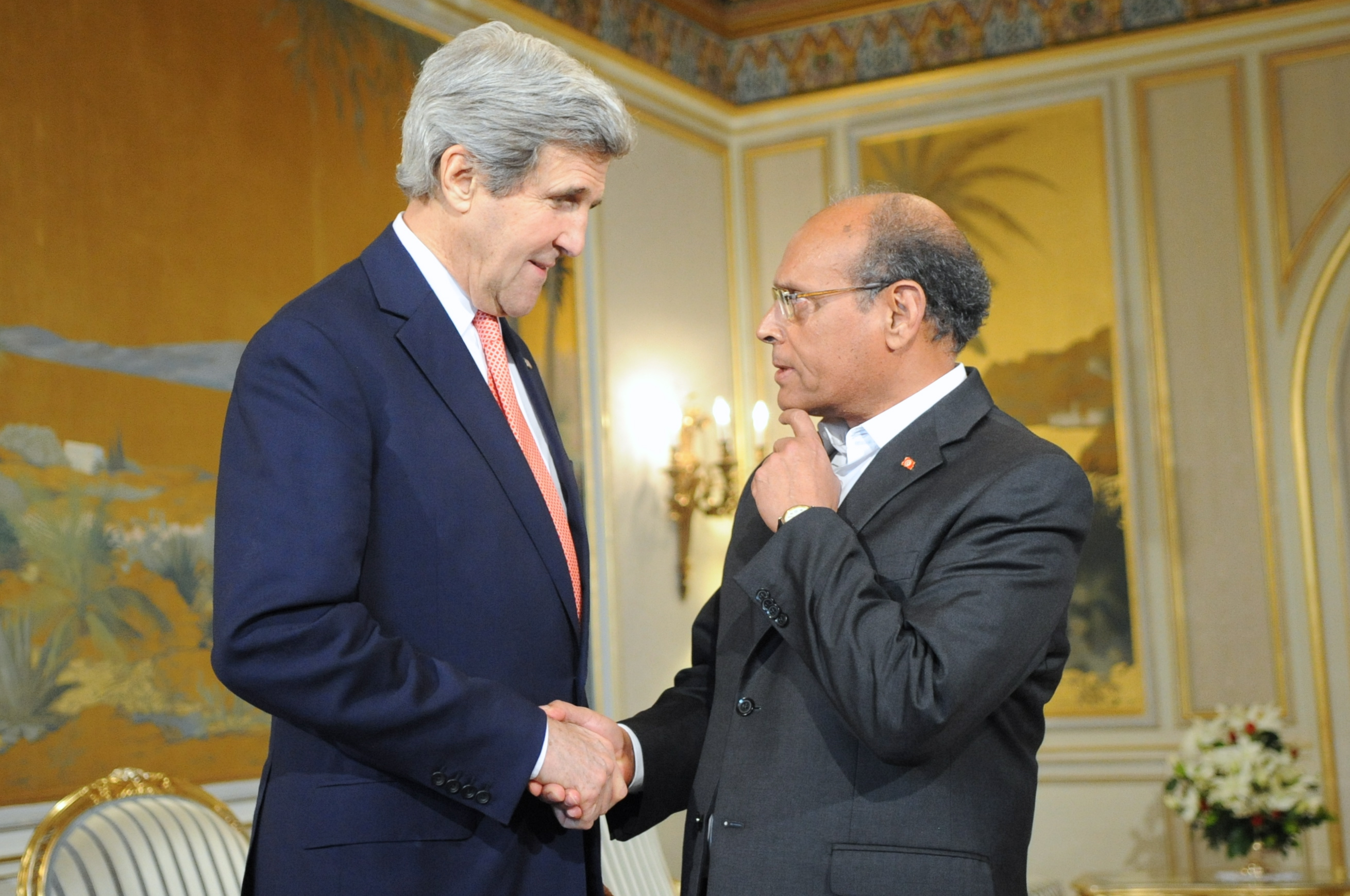
Al-Munsif al-Marzuki i John Kerry (2014)

Al-Munsif al-Marzuki (ar. المنصف المرزوقي, ur. 7 lipca 1945 w Grombalii) – tunezyjski lekarz, polityk i działacz na rzecz praw człowieka. W latach 2001–2011 przewodniczący partii Kongres Republiki, w 2011 deputowany do Zgromadzenia Konstytucyjnego, w latach 2011–2014 prezydent Tunezji.

## Życiorys
Al-Munsif al-Marzuki urodził się w 1945 w Grombalii (ob. gubernatorstwo Nabul) w ówczesnym Protektoracie francuskim Tunezji. Z wykształcenia i zawodu doktor medycyny, specjalista od chorób wewnętrznych, neurologii oraz zdrowia publicznego. W 1973 ukończył medycynę na Uniwersytecie w Strasburgu. Przez kilka lat pracował jako lekarz internista oraz był asystentem na Wydziale Medycyny Uniwersytetu w Strasburgu. W latach 1981–2000 był profesorem medycyny na Uniwersytecie w Susie. 
W 1979 powrócił do Tunezji, angażując się w działalność na rzecz ochrony praw człowieka. Został założycielem centrum medycznego w slumsach na obrzeżach Susy, a w 1981 współtwórcą Afrykańskiej Sieci na rzecz Ochrony przed Molestowaniem Dzieci. Wstąpił do Tunezyjskiej Ligi Praw Człowieka (Ligue tunisienne des droits de l’homme, LDTH). W 1985 został jej wiceprzewodniczącym, a od 1989 do 1994 pełnił funkcję przewodniczącego tej organizacji. 
Prowadząc działalność w organizacjach pozarządowych broniących praw człowieka, publicznie krytykował autorytarną politykę prezydenta ibn Alego. W czerwcu 1992 Tunezyjska Liga Praw Człowieka została decyzją władz rozwiązana, oficjalnie z powodu kontestowania i nieprzestrzegania prawa o stowarzyszeniach. W tym samym roku Marzuki został pozbawiony prawa wykonywania zawodu lekarza oraz obowiązków profesora, choć formalnie zachował stanowisko na uniwersytecie. W 1993 założył Komitet Narodowy na rzecz Obrony Więźniów Sumienia, który został uznany przez władze za nielegalny. W marcu 1993 LDTH została ponownie zalegalizowana, jednakże w lutym 1994 Marzuki zrezygnował ze stanowiska przewodniczącego organizacji. 
W 1994, jako kandydat opozycyjny, zdecydował się na start w wyborach prezydenckich zaplanowanych na 20 marca, których niekwestionowanym faworytem pozostawał urzędujący prezydent ibn Ali. Nie został jednak dopuszczony do udziału w nich z powodu niezebrania wymaganej liczby podpisów poparcia. Jeszcze w tym samym roku został aresztowany na 4 miesiące pod zarzutem współpracy z nielegalnymi organizacjami. W późniejszym czasie był jeszcze kilkukrotnie zatrzymywany pod różnymi zarzutami. Nie zrezygnował jednakże z działalności publicznej. Od 1989 do 1997 był członkiem zarządu Arabskiej Organizacji Praw Człowieka z siedzibą w Kairze oraz członkiem tunezyjskiego oddziału Amnesty International. W latach 1996–2000 pełnił funkcję przewodniczącego Arabskiej Komisji Praw Człowieka, a w latach 1998–2001 rzecznika Rady Narodowej na rzecz Wolności w Tunezji.
25 lipca 2001 założył Kongres Republiki (Congrès pour la république, CPR). W 2002, kiedy partia została uznana przez władze za nielegalną, wyjechał do Francji, skąd kontynuował jej działalność. Do ojczyzny powrócił 18 stycznia 2011, kilka dni po obaleniu prezydenta Ben Alego w czasie jaśminowej rewolucji. Zadeklarował kontynuowanie działalności politycznej, w tym udział w przyszłych wyborach prezydenckich. 8 marca 2011, Zgromadzenie na rzecz Republiki, wraz z kilkudziesięcioma innymi partiami, zostało zalegalizowane przez rząd tymczasowy premiera Al-Badżiego Ka’ida as-Sibsiego. 
W czasie wyborów do Zgromadzenia Konstytucyjnego w październiku 2011 jego partia zajęła drugie miejsce, zdobywając 29 mandatów. Mandat w okręgu "Nabul 2" przypadł Marzoukiemu. 
Al-Munsif al-Marzuki jest również autorem kilkunastu książek w języku arabskim i czterech w języku francuskim poruszających sprawy medycyny społecznej, etyki medycznej, praw człowieka i problemu demokratyzacji w krajach arabskich.

## Prezydent Tunezji
Po wyborach CPR rozpoczął rozmowy koalicyjne ze zwycięską Partią Odrodzenia oraz trzecim Demokratycznym Forum na rzecz Pracy i Wolności (Ettakatol). 21 listopada 2011 trzy ugrupowania, dysponujące razem 138 miejscami w 217-osobowym Zgromadzeniu Konstytucyjnym, zawarły porozumienie, zgodnie z którym al-Marzuki miał objąć stanowisko prezydenta, lider Ettakatol Mustafa ibn Dżafar stanowisko przewodniczącego Zgromadzenia Konstytucyjnego, a sekretarz generalny Partii Odrodzenia Hammadi al-Dżibali urząd premiera. 
12 grudnia 2011 Zgromadzenie Konstytucyjne, głosami 153 za, 3 przeciw i przy 44 wstrzymujących się, wybrało go na stanowisko prezydenta Tunezji. Od głosu wstrzymali się przedstawiciele opozycji, protestując przeciwko ich zdaniem zbyt ograniczonym uprawnieniom szefa państwa. Zgodnie z tymczasową tzw. "małą konstytucją", przyjętą przez Zgromadzenie Konstytucyjne 10 grudnia 2011, w kompetencji prezydenta znalazło się prowadzenie polityki zagranicznej w porozumieniu z rządem, a także dowództwo nad siłami zbrojnymi oraz mianowanie oficerów, choć również po konsultacjach z rządem. Marzuki był jedynym kandydatem na urząd prezydenta, gdyż pozostałych 9 pretendentów nie uzyskało wymaganych 15 podpisów ze strony deputowanych. 13 grudnia 2011 został uroczyście zaprzysiężony w pałacu prezydenckim należącym wcześniej do ibn Alego. Urząd będzie zajmował przez rok, do czasu wyborów prezydenckich zorganizowanych po opracowaniu przez Zgromadzenie Konstytucyjne i przyjęciu nowej konstytucji.
W listopadzie 2021 Al-Munsif al-Marzuki został objęty międzynarodowym nakazem aresztowania za zagrażanie bezpieczeństwu państwa.